# Liste des évêques de Montemarano
Le diocèse de Montemarano est un diocèse italien en Campanie avec siège à Montemarano. Le diocèse est fondé en 1079 et supprimé en 1818, quand il est uni avec le diocèse de Nusco.

## Évêques
- Saint Jean Ier, O.S.B. † (1079 - ?)
- Anonyme † (1119)
- Jean II † (1179)
- Matthieu de Monteforte † (1273)
- Rufino † (v. 1290 - 9 août 1296)
- Corrado † (novembre 1296 - ?)
- Pierre Ier † (1329)
- Barbato † (v. 1331)
- Pierre II † (1334 - 9 juin 1343)
- Ponzio Excondevilla, O.P. † (9 juin 1343 - 17 novembre 1346)
- Marco Manente Franceschi, O.F.M. † (17 novembre 1346 - ?)
- Andrea † (? - 1349)
- Nicolas de Bisaccia † (3 décembre 1350 - 1364)
- Giacomo Cotelle, O.F.M. † (27 novembre 1364 - ?)
- Antonio da Fontanarossa, O.F.M. † (21 juin 1372 - ?)
- Augostin Ier † (4 février 1396 - ?)
- Augostin II † (1413 - ?)
- Martin † (1423)
- Marin de Monopoli, O.F.M. † (14 juillet 1452 - ?)
- Ladislav † (26 mars 1462 - 1477)
- Augustin de Sienne, O.F.M. † (24 janvier 1477 - 1484)
- Simeone Dantici, O.F.M. † (11 février 1484 - 1487)
- Antonio Bonito, O.F.M. † (26 janvier 1487 - 19 mars 1494)
- Giuliano Isopo, O.Carm. † (19 mars 1494 - 1516)
- Pietro Giovanni de Melis † (8 novembre 1516 - 20 avril 1517)
- Severo Petrucci † (20 avril 1517 - 1520)
- Andrea Aloisi † (19 octobre 1520 - v. 1528)
- Giuliano Isopo, O.Carm. † (1528 - 28 mars 1528) (deuxième fois)
- Gerolamo Isopo, C.R.L. † (28 mars 1528 - 1er décembre 1551)
- Antonio Gaspar Rodríguez, O.F.M. † (14 décembre 1552 - 20 octobre 1570)
- Marcantonio Alferio † (20 janvier 1571 - 1595)
- Silvestro Branconi † (8 janvier 1596 - 1603)
- Marcantonio Genovesi † (9 mai 1603 - 26 septembre 1611)
- Eleuterio Albergone, O.F.M.Conv. † (14 novembre 1611 - 1635)
- Francesco Antonio Porpora † (7 mai 1635 - 1640)
- Urbano Zambotti, C.R. † (21 mai 1640 - 1657)
- Giuseppe Battaglia † (9 juillet 1657 - décembre 1669)
- Giuseppe Labonia, O.A.D. † (17 novembre 1670 - mars 1720)
- Giovanni Crisostomo Verchio, O.S.B.I. † (6 mai 1720 - 1726)
- Giovanni Ghirardi † (20 mars 1726 - octobre 1745)
- Innocenzo Sanseverino † (9 mars 1746 - 12 mars 1753)
- Giuseppe Antonio Passanti † (23 juillet 1753 - 31 mars 1774)
- Onofrio Maria Gennari † (27 juin 1774 - 5 novembre 1805)
  - Sede vacante (1805-1818)

## Évêques titulaires
- Alejo del Carmen Obelar Colman, S.D.B. † (6 mars 1969 - 30 décembre 1989)
- Salvatore Pennacchio (28 novembre 1998-)